# Koewci (obwód Gabrowo)
Koewci (bułg. Коевци) – wieś w środkowej Bułgarii, w obwodzie Gabrowo, w gminie Trjawna. Wieś jest wyludniona.